# Lijst van opperrabbijnen van Friesland
Dit is een lijst van opperrabbijnen van het synagogaal ressort Friesland.
| Ambtsperiode | Naam opperrabbijn        | Bijzonderheden                                                             |
| ------------ | ------------------------ | -------------------------------------------------------------------------- |
| 1808 - 1811  | Samuel Berenstein        |                                                                            |
| 1813 - 1821  | Abraham Izaaks Deen      | Vanaf 1811 ook opperrabbijn van Groningen.                                 |
| 1821 - 1836  | Joachim Loewenstam       |                                                                            |
| 1836 - 1840  | vacant                   |                                                                            |
| 1840 - 1886  | Baruch Bendit Dusnus     | 1848-1851 a.i. opperrabbijn in Groningen                                   |
| 1886 - 1895  | Lion Wagenaar            | Vervolgens opperrabbijn van Gelderland                                     |
| 1895 - 1899  | Tobias Lewenstein        |                                                                            |
| 1900 - 1918  | Samuel Rudelsheim        |                                                                            |
| 1924 - 1927  | Bernard Davids           | Vervolgens opperrabbijn van Groningen                                      |
| 1929 - 1932  | Simon Dasberg            | Vanaf 1932 opperrabbijn in Groningen, bleef tot 1935 a.i. aan in Friesland |
| 1935 - 1945  | Abraham Salomon Levisson | Tevens opperrabbijn in Drenthe                                             |